# Новокиевка (Амурская область)
Новоки́евка — село в Мазановском районе Амурской области России. Входит в состав Новокиевского сельсовета.

## География
Село Новокиевка — спутник административного центра района села Новокиевский Увал, примыкает к нему с севера.
Село находится на левом берегу протоки Селемджинская (левобережная протока реки Зея), в 3 км до слияния её с основным руслом. Устье реки Селемджа находится примерно в 5 км северо-западнее села.
Через Новокиевку проходит автодорога областного значения, соединяющая город Свободный и посёлок городского типа Серышево с Селемджинским районом.

## Население
| 2002 | 2010 | 2012 | 2013 | 2014 | 2015 | 2016 |
| ---- | ---- | ---- | ---- | ---- | ---- | ---- |
| 800  | ↘719 | ↘718 | ↗725 | ↘717 | ↘711 | ↘707 |
| 2017 | 2018 |      |      |      |      |      |
| ↗708 | →708 |      |      |      |      |      |

## Улицы
| - ул. Джалова, - ул. Заготовительная, - ул. Кожевенная, - ул. Колхозная, - ул. Набережная, | - ул. Октябрьская, - ул. Пролетарская, - ул. Проточная, - ул. Рабочая, - ул. Советская. |

## Известные уроженцы
- Елькина, Альбина Петровна (1932—2009) — советская легкоатлетка, специалистка по метанию диска. Почётный мастер спорта СССР.